# Банковская система Шотландии

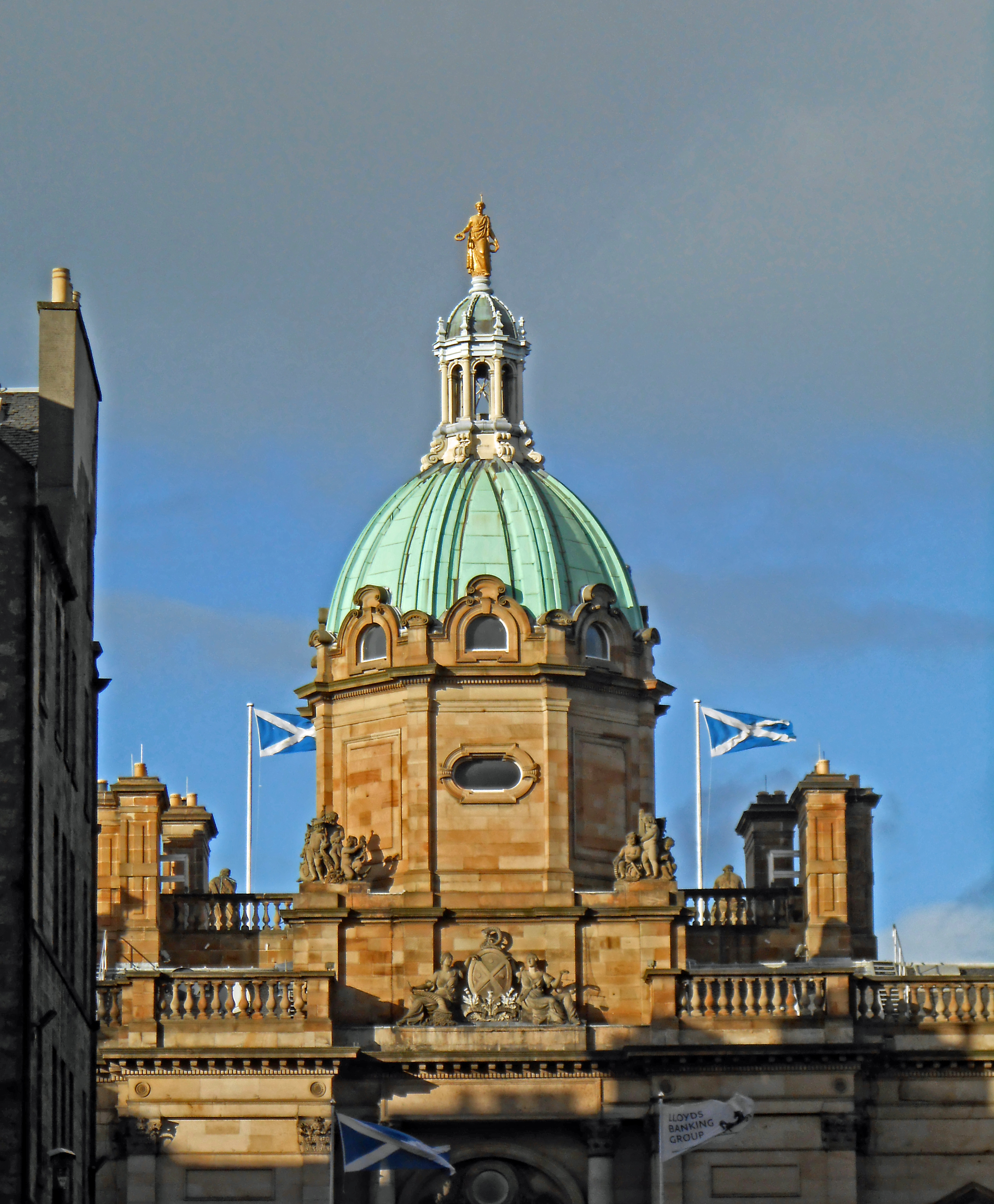
Штаб-квартира Банка Шотландии в Эдинбурге

Банковская система Шотландии является частью банковской системы авторизированных коммерческих банков Великобритании, во главе которой стоит Банк Англии, в чьи полномочия входит правовое регулирование порядка обращения, хранения и эмиссии банкнот авторизованными банками, осуществляемого на основании нормативных правовых актов Казначейства. На основании п. 1, ст. 216 Закона о банковской деятельности 2009 года (Banking Act 2009), данные правила могут обязывать или давать разрешение Банку Англии издавать правила по любым вопросам, касающимся обращения, хранения и эмиссии банкнот авторизованными банками Шотландии и Северной Ирландии.
Банкноты авторизованных банков Шотландии эмитируются в национальной валюте Великобритании, то есть в фунтах стерлингов. По состоянию на февраль 2017 года, все три банка Шотландии имели, в общей сложности, выпущенных в обращение банкнот на сумму в 4,6 млрд фунтов стерлингов. В 2013 году число занятых в банковском секторе Шотландии составляло 46,5 % от количества занятых в финансовом секторе экономики Шотландии или 8,7 % всех занятых в финансовом секторе Великобритании в целом.
Различные исследователи и экономические теории относят исторически сложившуюся банковскую систему внутри Шотландии (особенно в период 1716—1845 годов) к свободному банкингу, хотя на настоящем этапе развития это утверждение спорно.

## История
Историческoe развитие банковской сферы в Шотландии происходило независимым образом от Англии. Шотландская банковская система отличалась определёнными специфическими чертами, с самого начала отличавшими её от систем, существовавших в других странах. Она включала острую конкуренцию между банками и строгое соблюдение практики регулярного взаимного погашения банкнот; обмен банкнотами происходил дважды в неделю, и балансы подбивались тут же. Система отделений здесь была освоена почти с самого начала, и, в сравнении с другими странами, интенсивность развития депозитного бизнеса и кредитных инструментов оказалась гораздо выше (например, Банк Англии стал открывать отделения по всей Англии только в 1826 году).

### До и после Парламентской унии с Англией 1707 года
Уже со времён независимого Шотландского королевства доминировала практика выдачи банкам разрешительных концессий. Так, Банк Шотландии (Bank of Scotland), основанный группой шотландских торговцев в 1695 г. (год спустя после учреждения Банка Англии), в течение 21 года в соответствии с законодательным актом Шотландского Парламента был наделён монопольными правами эмиссии денег на территории Шотландии. С момента своего создания Банк Шотландии начал открывать свои отделения и, кроме того, выпустил в обращения банкноты с номиналом в один шотландский фунт. Неудачная попытка основать в конце 1690 года  собственную колонию в Центральной Америке  в заливе Дарьен (ныне территория Панамы) стала одной из причин финансового краха Шотландии, что поспособствовало шотландско-британской унии в 1707 году, в результате которой был покрыт национальный долг Шотландии, а её валюта стабилизирована через приравнивание  к английскому фунту стерлингов. Когда в 1716 г. срок действия монопольных прав Банка Шотландии подошёл к концу, банк пытался безуспешно сопротивляться перспективе конкуренции со стороны английских и других шотландских банков, в результате чего, в 1727 году второй банковский патент был вручён Парламентом Великобритании Королевскому банку Шотландии (Royal Bank of Scotland).
Регистрация частных коммерческих банков в Шотландии посредством получения законодательно оформленного патента была желательна потому, что инкорпорированный таким образом банк приобретал тем самым права ограниченной ответственности. В течение короткого периода времени в Великобритании повсеместно стали появляться местные акционерные банки, не обладавшие законодательно оформленным банковским патентом, последний из которых был выдан Британской Льняной Компании (British Linen Bank) в 1746 г. Все остальные банки были учреждены в соответствии со второстепенными законодательными актами. Никаких ограничений на число партнёров не практиковалось, и, после небольшого периода злоупотреблений на начальной стадии развития банковского дела, бизнес обычно переходил в руки крупных и финансово сильных акционерных компаний. Банкротство Банк Эйра (Ayr Bank) в 1772 году, произошедшее в результате избыточной эмиссии банкнот, сильно подорвало доверие публики к небольшим банкам. В соответствии с Законом о банкнотах в Шотландии (Bank Notes Scotland Act) 1765 года, шотландские банки перестали выпускать банкноты деноминациями менее фунта, а также могли не гарантировать полного обеспечения банкнот золотым эквивалентом. В результате реформы большинство мелких частных банков в Шотландии перестало существовать, а на их место пришли акционерные банки, а также частные банки с более значительными ресурсами капитала. Так, по состоянию на 1826 год, помимо трёх авторизированных банков (с 24 отделениями), в Шотландии существовало ещё 22 акционерных банка (с 97 отделениями) и 11 частных банков.
Существовавшая в Шотландии сеть крепких, чрезмерно не регулируемых законодательством банков с высоко развитой депозитной сферой, в совокупности с её видимым коммерческим успехом и отсутствием тяжких системных злоупотреблений, не могла не оказать неизгладимого впечатления на англичан, ставших к тому времени свидетелями крушения огромного количества мелких рядовых банков, происходившего в результате экономического спада после Наполеоновских войн.
Парламентские расследования, проведённые в 1825 году комитетами обеих палат Парламента Великобритании относительно предположительно вредной инфляционной практики эмиссии однофунтовых банкнот, и предложение о том, что такие банкноты должны быть запрещены (как это было предложено сделать в Англии), вызвало бурю возмущения в Шотландии. К тому времени шотландцы, уже много лет пользовавшиеся однофунтовыми банкнотами вместо золота в своих повседневных расчётах, привыкли к ним, и, таким образом, протесты против их запрещения были вызваны не одними лишь банковскими интересами. Особенно заметным среди противников запрещения был сэр Вальтер Скотт, активно продвигавший идею сохранения независимых шотландских банков и эмитируемых ими шотландских банкнот.
Несмотря на то, что Шотландия сумела избежать запрета на эмиссию однофунтовых банкнот, произошедших в Англии после Закона о Банке Англии в 1833 году, шотландские банки были вынуждены подчиниться целому ряду новых ограничений, последовавших после принятия банковского Закона Пиля в 1844 году. (Bank Charter Act 1844). Последовавший за ним Закон о банкнотах Шотландии (Bank Notes Scotland Act 1845) предоставлял шотландским банкам, существовавшим до момента его принятия, право эмиссионной деятельности, ограниченной условиями Банка Англии, в результате которых эмиссия банкнот каждого из них ограничивалась средним уровнем предыдущего года. Однако по положениям данного закона, в отличие от английских банков, шотландские банки имели право на выпуск банкнот и свыше этого фиксированного предела, но лишь в той мере, в какой они были в состоянии полностью обеспечивать дополнительные банкноты золотом; кроме того, в случае слияния двух банков они удерживали за собой права на фидуциарную эмиссию в объёме, равном сумме их индивидуальных эмиссий.
В течение последующих лет, контроль, установленный в соответствии с Законом Пиля, воспринимался негативно. В 1864 г. из Шотландии поступали жалобы на то, что в результате затухания банковской активности эмиссия шотландских банков сократилась, в то время как банкноты Банка Англии были не в состоянии заполнить образовавшийся вакуум, поскольку выпускались номиналом не ниже 5 фунтов. В результате чего, к радости противников Закона Пиля, в течение последующих тридцати лет в Шотландии разразились две худших банковских катастрофы в истории этой страны, сравнимые разве что с банкротством Эйр Бэнк, происшедшим за столетие до этого. Это были крушения Вестерн Бэнк (Western Bank of Scotland) в 1857 году и Глазго Бэнк (Glasgow Bank) в 1878 году.

### XX век
Период мировых экономических кризисов и мировых войн был ознаменован активной деятельностью по слияниям и поглощениям банков, включая шотландские, на внутреннем финансовом рынке Великобритании. После приобретения Western Bank of Scotland, а затем и Dundee Banking Company во второй половине 19 века, к 1910 году Королевский банк Шотландии имел 158 отделений по всей стране. Оставаясь независимым вплоть до 1920 года Clydesdale Bank был сначала приобретён London City and Midland Bank, а затем, в 1950 слился с North of Scotland Bank. Начало добычи нефти в Северном море в 1970-е годы позволило шотландским банкам расширить свою финансовую деятельность сначала в секторе энергетики, а затем и на международном финансовом рынке. В 1987 году Clydesdale Bank был приобретён National Australia Bank. В 2001 году Банк Шотландии и банк Галифакс (Halifax plc, являвшийся на тот момент филиалом банка Королевского банка Шотландии) в результате слияния объединились в банковский холдинг HBOS, ставший, на тот момент, пятой крупнейшей банковской организацией в Великобритании.

### Новейшее время
Финансовый кризис 2007—2008 годов серьёзно отразился на положении шотландских банков. Приобретя в 2005 году 10 % пакета акций Банка Китая, а также сеть банковских отделений банка ABN Amro, уже 2008 году Королевский банк Шотландии объявил о первых за 40 лет убытках. Потери банка в первом полугодии 2008 года составили 692 миллиона фунтов стерлингов (1,33 млрд долларов), а списания ипотечных активов — 5,9 млрд фунтов стерлингов. На финансовые результаты оказало влияние и поглощение голландского банка ABN Amro, покупка которого в октябре 2007 года обошлась финансовой организации в 71 млрд евро. Для того, чтобы справиться с тяжёлым финансовым положением, руководство банка в июне 2008 года объявило о готовящейся продаже акций дополнительной эмиссии, 95 процентов которой согласились выкупить акционеры банка. Однако, уже к 2009 году официальные потери банка составили 24,1 млрд фунтов стерлингов (34,2 млрд долларов). В результате острого кризиса банковской системы, правительство Великобритании вынуждено было рекапитализировать Королевский Банк Шотландии на сумму в 45 млрд фунтов. В 2009 году по решению суда HBOS был обанкрочен и приобретён Lloyds Bank, в результате чего, Банк Шотландии стал дочерним банком Группы банков Ллойдс.
В связи с проведением референдума о независимости в 2014 году был вновь поднят вопрос о роли и самостоятельности банков в экономике Шотландии, а также о возможности общенациональной валюты. Так, в представленном британским Казначейством в мае 2013 года анализе банковской и финансовой индустрии в Шотландии отмечалось, что активы банковского и финансового секторов в Шотландии составляют 1254 % от ВВП страны (в то время как во всей Великобритании эта цифра была 492 %) и, поэтому сильное доминирование этого сектора в экономике Шотландии (несмотря на тот факт, что все основные финансовые организации имеют налоговую прописку в Лондоне) представляет большие системные и рейтинговые риски для страны.
В результате последовавшего в 2016 году референдума о выходе Великобритании из ЕС, начиная с 2017 года некоторые крупные инвестиционные и страховые организации, а также банки, непосредственно связанные с Шотландией, начали приводить в действие запасные планы о перебазировании своих операционных центров и филиалов в другие страны ЕС. В дополнение к этому, расквартированный в Эдинбурге британский Green Investment Bank был продан австралийскому банку по заниженным ценам.
Для стабилизации ситуации в экономике страны, в начале 2018 г. Правительство Шотландии постановило создать к 2020 году Национальный инвестиционный банк, задачей которого является финансирование крупных проектов развития, а также дотационных бюджетных сфер. Банк (англ., Scottish National Investment Bank) начал функционировать в ноябре 2020 года с уровнем капитализации в 2 млрд. фунтов стерлингов на период первых десяти лет работы.

## Законодательное регулирование
В настоящее время, в соответствии с последним Законом о банковской деятельности 2009 года (Banking Act 2009), который, помимо прочего, закрепляет правовые основы эмиссии банкнот банками Шотландии (и Северной Ирландии), право выпускать в обращение собственные банкноты на территории Великобритании имеют три авторизованных банка: Банк Шотландии, Королевский банк Шотландии и Клайдсдейл Банк. Действующее банковское законодательство также предусматривает обязанность данных авторизованных банков создавать обеспечительные активы в фунтах стерлингов по курсу один к одному. При этом, по крайней мере 60 % обеспечительных активов коммерческих банков, которые они образуют в отношении своих банкнот, находящихся в обращении, должны состоять из банкнот Банка Англии и монет Соединённого Королевства, которые должны быть размещены в Банке Англии. Остальные 40 % также могут состоять из банкнот Банка Англии и монет Соединённого Королевства, или в виде депозитного вклада в фунтах стерлингов на накопительном счёте в Банке Англии. По состоянию на февраль 2017 года, данные обеспечительные активы всех шотландских банков исчислялись суммой в 5,1 млрд фунтов стерлингов.
Банкноты, выпущенные тремя авторизированными шотландскими банками являются законной валютой (фунт стерлингов) на всей территории Великобритании. Зачастую в Англии шотландские банкноты не принимают в качестве оплаты за товары и услуги, мотивируя это тем, что они не являются законным платёжным средством (или legal tender с точки зрения системы частного контрактного английского права). В этом узком понимании английской судебно-юридической практики, шотландские банкноты не являются «законным платёжным средством» даже на территории Шотландии. Однако, Банк Англии постоянно гарантирует их обращение на территории всей страны в качестве законной валюты необходимыми обеспечительными активами.